# Статическа определимост
Статическата определимост е характеристика на конструкциите в техническата механика - при статически определимите конструкции всички разрезни усилия могат да бъдат определени само чрез уравненията за статическо равновесие. При статически неопределимите конструкции за определянето на разрезните усилия е необходимо използването на допълнителни условия, отчитащи коравините на частите на конструкцията.